# Verwaltungsgemeinschaft Rennsteig

Lage der ehemaligen Verwaltungsgemeinschaft im Ilm-Kreis

In der Verwaltungsgemeinschaft Rennsteig aus dem thüringischen Ilm-Kreis hatten sich drei Gemeinden zur Erledigung ihrer Verwaltungsgeschäfte zusammengeschlossen.
Sitz der Verwaltungsgemeinschaft war in Schmiedefeld am Rennsteig. 
Vorsitzende der Verwaltungsgemeinschaft war Feodora Bätz.

## Die Gemeinden
- Frauenwald
- Schmiedefeld am Rennsteig
- Stützerbach

## Geschichte
Die Verwaltungsgemeinschaft wurde am 16. Mai 1996 gegründet. Der erste Vorsitzende der Verwaltungsgemeinschaft war von 1996 bis 2008 Peter Brösing. Im Rahmen der Gebietsreform in Thüringen wurde die Verwaltungsgemeinschaft am 1. Januar 2019 aufgelöst. Schmiedefeld am Rennsteig wurde in die kreisfreie Stadt Suhl eingemeindet. Die übrigen beiden Mitgliedsgemeinden wurden nach Ilmenau eingemeindet.